# Йельский университет
Йе́льский университе́т (англ. Yale University) — частный исследовательский университет США, третий из девяти колониальных колледжей, основанных до Войны за независимость. Входит в «Лигу плюща» — сообщество наиболее престижных частных американских университетов. Вместе с Гарвардским и Принстонским университетами составляет «Большую тройку».
Йельский университет находится в Нью-Хейвене, в одном из старейших городов Новой Англии, в штате Коннектикут. Нью-Хейвен — портовый город с населением более 130 тыс. человек, расположен в 120 км на северо-восток от Нью-Йорка и в 200 км на юго-запад от Бостона.
Йель был основан в 1701 году и назван именем британского купца и филантропа Эли Йеля, спонсора Энциклопедической школы штата Коннектикут, предшественницы Коллегиальной школы, которая в 1718 году была названа в его честь Йельским колледжем. В состав университета входят 12 подразделений: Йельский колледж, четырёхлетнее образование в котором завершается получением степени бакалавра; аспирантура по различным специальностям, включающим точные, естественные и гуманитарные науки, а также 10 профессиональных факультетов, готовящих специалистов в области юриспруденции, медицины, бизнеса, охраны окружающей среды, а также теологов, архитекторов, музыкантов, художников и актёров.
Более 2000 курсов предлагается ежегодно 64 кафедрами. Многие начальные и вводные курсы ведутся заслуженными учёными и профессорами университета.

## История
Истоки истории Йеля восходят к 1640 году, к деятельности священников-колонистов, направленной на создание в Нью-Хейвене колледжа. Идеи, которые легли в основу образования университета, восходят к традициям и принципам обучения в средневековых Европейских университетах, а также древних академиях Греции и Рима, где впервые был развит принцип либерального образования (от лат. liber — свободный). Такое образование было направлено на интенсивное развитие общей интеллектуальной компетентности, добродетели и достоинств характера учащегося. Во времена Римской империи этот принцип воплощался в жизнь посредством обучения в 7 областях «свободных искусств»: грамматике, риторике, логике, арифметике, астрономии, геометрии и музыке.
 Основатели Йельского университета (пуританские священники) также руководствовались принципом коллегиальности, сыгравшим впоследствии важную роль в развитии высшего образования в США. В то время как в большей части Европы и Шотландии колледжи не предусматривали проживания студентов на их территории, основатели Йеля хотели создать колледж-общежитие, где студенты могли бы учиться друг у друга, живя вместе на территории университета. Такие идеи отражали английские идеалы того времени, воплощённые колледжами Оксфорда и Кембриджа, где студенты учились, жили и посещали церковь в обществе своих наставников. При такой системе образование становилось не просто тренировкой разума и подготовкой к определённой профессии, но и опытом, направленным на развитие различных аспектов характера учащегося, в том числе моральной добродетели. В то время как похожие идеалы были использованы основателями Гарварда, многие из преподавателей и профессоров вскоре стали сомневаться в успешности университета. По словам преподобного Соломона Стоддарда, произнесённым им во время одной из воскресных служб колледжа в 1703 году, Гарвард стал местом «Вражды и Гордыни… и Расточительства… Не стоит посещать колледж ради того, чтобы научиться делать комплименты мужчинам и ухаживать за женщинами». В 1700 году 10 священников (Томас Бакингем, Тимоти Вудбридж, Самуэль Мэзер, Джеймс Нойес-младший, Авраам Пирсон, Джеймс Пьерпонт, Ноадия Рассел, Джозеф Уэбб, Израэль Чонси, Самуэль Эндрю) собрались в Брэнфорде, штат Коннектикут, чтобы обсудить создание нового колледжа, который будет способен избежать ошибок, допущенных Гарвардом. Большинство из них были выпускниками Гарвардского колледжа, разочаровавшимися в образовании, полученном в Гарварде. В 1701 году, получив хартию от колониальной Генеральной Ассамблеи (выданную с целью обучать поколения «образцовых мужей»), они официально начали работу над созданием Коллегиальной Школы, как тогда был назван Йельский университет.

### Обучение в Йеле времён колониальной Америки
В 1717 году основатели Йельского университета приобрели земли в маленьком городке Нью-Хейвен, тогда насчитывавшем около 1000 человек. Первое здание, воздвигнутое ими в Нью-Хэйвене, получило название Йельского колледжа. В 1718 году университет был переименован в честь британского купца Элайху Йеля, который пожертвовал доходы (около 800 £) от продажи девяти тюков товаров, 417 книг и портрет короля Георга I. Вскоре были воздвигнуты коллегиальная церковь и Коннектикут Холл, который сегодня можно увидеть на территории университета как одно из старейших зданий в Йеле.
К тому времени каждый курс колледжа насчитывал около 25-30 человек; в общей сложности в колледже обучались около 100 студентов. К обучению допускались только юноши; средний возраст вступления в колледж составлял 15-16 лет. Критерием отбора студентов в колледж служили устные экзамены, которые принимал сам президент Йельского колледжа. На экзаменах проверялось знание латыни, иврита и греческого, различных классических наук, таких как логика, риторика и арифметика. Более того, латынь была официальным языком колледжа, что не только означало обучение на латыни, но и строгий режим общения, при котором латынь была единственным языком, который студентам разрешалось использовать в разговорах за пределами аудиторий и после занятий. Использование английского было запрещено правилами колледжа.
Требования к знаниям латыни оставались в силе большую часть истории Йеля. В 1920-х годах преподаватели университета предложили от него отказаться, но 27-й президент США Вильям Говард Тафт, выпускник Йельского университета и член Йельской Корпорации, не позволил Йелю отказаться от вековых традиций. Преподаватели добились изменений лишь в 1931 году.
Каждый студент Йеля был обязан пройти установленную правилами программу обучения вместе с остальными студентами. К этому требованию прибавлялось правило посещения каждодневных молитв и чтений из Святого Писания. Помимо лекций, студенты были обязаны принимать участие в публичных чтениях, диспутах и декламациях. Публичное чтение означало дословный пересказ выученного наизусть материала; во время диспута студент должен был показать своё знание материала, приняв ту или иную сторону пропозиции (суждения, теоремы), и защитив её в согласии с предписанными правилами логики; декламация была собственной лекцией студента, украшенной тропами и формальной риторикой. Особое внимание отводилось устным формам обучения с акцентом на красноречии и ораторском искусстве.
Обязательное использование латыни в Йельском колледже подчёркивало одну из фундаментальных миссий университета — продолжение интеллектуальных традиций Европы и античности. Дисциплины, изучаемые студентами Йеля и Гарварда, отражали программу обучения Кэмбриджа и Оксфорда, а также античных академий: 7 «либеральных искусств», классическая литература, и «3 философии» — естествознательная философия, этика и метафизика. Пуритане считали такую программу обязательным фундаментом для заложения христианских идеалов, которые они надеялись закрепить в Америке посредством образования. Здания колледжа и церкви, к примеру, в Йельском университете примыкали друг к другу и были совместимыми. В то же время интеллектуальная культура Европы, на которой основывалось образование в Йеле, была довольно изменчивой и вскоре вызвала противостояние пуританских идеалов новым идеям.

### Рост университета
Война за независимость Америки 1775—1783 годов не затронула Йель и университет значительно вырос за свои первые 100 лет. В XIX и XX веках были основаны аспирантура и профессиональные факультеты-институты, которые превратили Йель в настоящий университет. В 1810 году в Йеле был официально учреждён медицинский факультет, вслед за ним, в 1822 году, факультет теологии, а в 1824 году — юридический факультет. В 1847 году начала работать аспирантура в области точных, естественных и гуманитарных наук. В 1861 году в йельской аспирантуре впервые в США была присуждена учёная степень доктора философии. В 1869 году в Йеле был основан искусствоведческий факультет, в 1894 году — музыкальный факультет, в 1900 году — факультет лесного хозяйства и охраны окружающей среды, в 1923 году — факультет по подготовке среднего медицинского персонала, в 1955 году — театральный факультет, в 1972 году — архитектурный, и в 1974 году — факультет управления.
С 1869 года в аспирантуре Йельского университета обучаются женщины. В 1969 году Йель начал записывать студенток на четырёхлетнюю программу бакалавриата.

## Колледжи-общежития
В начале 1930-х годов по модели средневековых английских университетов, таких как Оксфорд и Кембридж, все студенты Йельского колледжа были разделены на 12 колледжей-общежитий, насчитывающих около 450 членов в каждом.
Такая система позволила сочетать преимущества неформальной атмосферы маленьких колледжей с широкими возможностями крупного научно-исследовательского университета. Каждый колледж-общежитие представляет собой несколько зданий, образующих уютный прямоугольный двор с тенистыми деревьями, лужайкой и удобными скамейками. Такой колледж-общежитие, со столовой, библиотекой, комнатами для занятий и залом для собраний, занимает целый городской квартал и создаёт неповторимую атмосферу студенческой жизни. Здесь студенты живут, едят, общаются, занимаются учебными и внеучебными делами. Каждый колледж возглавляет мастер, который живёт вместе со студентами. В каждом колледже также есть свой декан и несколько представителей-резидентов из общеуниверситетского профессорско-преподавательского состава, которые принимают активное участие в жизни студентов.
Всего насчитывается 14 колледжей:
- Berkeley
- Branford
- Grace Hopper
- Davenport
- Timothy Dwight
- Jonathan Edwards
- Morse
- Pierson
- Saybrook
- Silliman
- Ezra Stiles
- Trumbull
- Benjamin Franklin
- Pauline Murray

## Дополнительное военное образование
Студенты Йельского университета, являющиеся гражданами США, в период обучения в бакалавриате имеют возможность также пройти курсы подготовки офицеров резерва (ROTC). В частности, в университете действуют учебные подразделения, готовящие офицеров для нужд Военно-морских сил США и Корпуса морской пехоты США (Naval ROTC), Военно-воздушных сил США (Air Force ROTC). Кроме того, студентам Йельского университета доступно обучение по программе Army ROTC при Университете Нью-Хейвена, готовящей офицеров для нужд Армии США; это определено соответствующим соглашением, заключенным между двумя университетами.

## Йель сегодня
По состоянию на 2011 год университет занимает 11 место в «шанхайском» академическом рейтинге университетов мира и 3 место в рейтинге лучших университетов по версии издания U.S. News & World Report и так же Согласно международному рейтингу QS World University Rankings, который с 2010 года публикуется отдельно от Times Higher Education.
В 2015 году Йель оказался на десятом месте в рейтинге QS World University Rankings, уступив, в частности, другим вузам из Лиги плюща — Гарварду и Принстону. В нём обучается более 12000 студентов из 50 штатов Америки и из более 110 стран. Четырёхтысячный профессорско-преподавательский состав отличается высочайшей квалификацией в различных областях знаний.

### Кампус
Основная часть университета занимает территорию в 170 акров (69 га) земли, простирающуюся от факультета по подготовке среднего медицинского персонала, в самом центре Нью-Хэйвена, до тенистых жилых кварталов, окружающих факультет теологии. Среди 225 йельских зданий есть немало, построенных знаменитыми архитекторами своего времени. Представленные архитектурные стили разнообразны: от ново-колониального до викторианской готики, от мавританского до ультрасовременного. Йельские здания, башни, лужайки, дворы, арки и ворота создают то неповторимое целое, которое один архитектор назвал «красивейшим университетским городком Америки».
Университету принадлежит более 600 акров (243 га) земли, на которой находятся всевозможные спортивные сооружения и лесопарковые зоны — все в нескольких минутах езды от центра города на автобусе. Начиная с 1930-х годов, Йель вкладывает значительные средства в развитие университетских помещений: был открыт новый комплекс искусствоведческого факультета, возведены здания научных лабораторий, спортивный центр и студенческое общежитие. Проводится реставрационный ремонт исторических зданий и колледжей-общежитий. Планируются дальнейшие капиталовложения в развитие и улучшение университета, затрагивающие как студентов, так и научных сотрудников.

### Библиотека
Библиотека Йельского университета в общем и специализированных фондах насчитывает более 15 000 000 единиц; библиотека владеет уникальными коллекциями, архивами, музыкальными записями, картами и другими редкими экспонатами. Это седьмая по величине библиотека США и 3-я в мире среди университетских библиотек. Единый компьютеризированный каталог объединяет более 40 отраслевых библиотек, расположенных в разных частях кампуса: от необыкновенной по красоте готической библиотеки Стерлинга, где хранится около половины йельских книжных богатств, до современного корпуса коллекции книг и рукописей Бейнеке, с более чем 800000-ным собранием уникальных книг и документов.

### Галереи и музеи
Культурная и научная жизнь университета немыслима без его разнообразных коллекций. Йельская художественная галерея, основанная в 1832 году (современное здание построено в 1953 году Луисом Каном), принадлежит к числу крупных публичных музеев Америки. В её двух зданиях собраны коллекции древнего и средневекового искусства, искусства Ренессанса и Востока, находки университетских археологических экспедиций. В экспозиции широко представлено до-колумбийское и африканское искусство, шедевры европейской и американской живописи разных периодов, а также богатая коллекция современного искусства. В числе её наиболее ценных произведений американской живописи картина «Леди Хау ставит мат Бенджамину Франклину» Эдварда Харрисона Мэя (1867).
Прямо напротив, через улицу, расположен Йельский центр искусства Великобритании, открытый в 1977 году. Там хранится самое большое в мире собрание образцов Британского искусства и иллюстрированных книг вне пределов Великобритании. В Йельском музее естественной истории Пибоди, основанном в 1866 году, размещается одна из лучших коллекций научных экспонатов в Северной Америке. Среди них — обширные орнитологическая коллекция и коллекция минералов, второе по величине в Америке хранилище остатков динозавров и самый большой в мире полностью сохранившийся бронтозавр. Музей естественной истории Пибоди — действующий научно-исследовательский и культурный центр, объединяющий в себе все сферы деятельности: выставочную, просветительскую, охранную, исследовательскую и учебно-педагогическую. В Йельской художественной галерее, в Центре искусства Великобритании и в музее Пибоди помещается лишь часть университетских коллекций. Все произведения искусства, принадлежащие Йелю, — от шедевров Пикассо и остатков древнего птеродактиля до хранящегося в Музее музыкальных инструментов альта, сделанного в 1689 году, — всё это доступно посетителям. Однако самое большое богатство университета — это те, кто в нём работает и учится: студенты, вдохновляемые примером, увлекаемые талантом и педагогическим мастерством своих профессоров и преподавателей, которые в свою очередь постоянно черпают новые идеи в общении со студентами.

### Музыка
Международное признание получили вокальные коллективы студентов университета: Schola Cantorum и Йельский вокстет. Дирижёр и органист Дэвид Хилл (с июля 2013 года) является главным дирижёром Schola Cantorum Йельского университета. Коллектив создан в 2003 году дирижёром Саймоном Кэррингтоном, гастролировал в большинстве европейских стран (в России в июне 2016 года), Китае, Южной Корее, Японии, Сингапуре, Турции; имеет многочисленные записи. Schola Cantorum специализируется на исполнении старинной и современной академической музыки. Главный приглашённый дирижёр этого коллектива — Масааки Судзуки.

### Точные, естественные и прикладные науки
Поскольку Йель широко известен своими достижениями в области гуманитарных наук, многие не осознают, что университет является также одним из ведущих научно-исследовательских центров США. Йельские кафедры биологии, химии, молекулярной биофизики и биохимии, физики, астрономии, математики, вычислительной техники, геологии и геофизики, защиты окружающей среды и другие постоянно входят в число самых лучших университетских программ в Америке. Здесь созданы оптимальные условия для обучения студентов в таких областях, как биомедицина, прикладная химия, электротехнические и другие инженерные науки, первоклассные лаборатории оснащены по последнему слову техники. При Йельском университете было организовано 3 обсерватории: непосредственно на территории университета, в ЮАР Йельско-колумбийская южная обсерватория и в Аргентине.
Укрепляя и развивая свои достижения, Йель вкладывает более $500 млн в расширение и усовершенствование лабораторий и учебных помещений факультетов точных наук и инженерного профиля. В ближайшее десятилетие университет осуществит дополнительные капиталовложения в размере более $500 млн на развитие материальной базы для исследований в области медицины и биотехнологии.

### Развитие международных связей
Традиции международных связей Йельского университета восходят к началу девятнадцатого века, когда профессора и преподаватели начали предпринимать научные и образовательные поездки за границу. Йель был одним из первых университетов, которые приветствовали в своих стенах иностранных студентов: первый студент из Латинской Америки приехал сюда в 1830-х годах, а первый китайский студент, получивший университетское образование на американской земле поступил в Йель в 1850 году. Сегодня Йель активно участвует в различных международных программах и исследованиях.
В университете преподаётся более 50 иностранных языков и более 600 курсов, так или иначе связанных с международными отношениями. Йельский центр международных исследований, бывший в течение четырёх десятилетий лидером в этом направлении, в настоящее время предлагает 6 специальностей на степень бакалавра и 4 специальности на степень магистра. Центр прикладных лингвистических исследований, центр исследований проблем глобализации и международный финансовый центр поддерживают и развивают растущий интерес к международным программам и обогащают деятельность йельских профессиональных факультетов.
Йель гордится увеличением числа своих иностранных студентов. На некоторых факультетах учится более 30 % аспирантов-иностранцев; 16 % всех студентов Йельского колледжа из других стран. Всемирная стипендиальная программа Йельского университета в каждом учебном году будет привлекать в Йель будущих выдающихся деятелей со всего мира, которым предстоит внести значительный вклад в развитие своих стран; более 1500 иностранных учёных из 100 с лишним стран мира ежегодно приезжают жить и работать в Йель.
В июле 2025 года Генеральная прокуратура РФ признала Йельский университет «нежелательной организацией», так как якобы деятельность этого учебного заведения направлена на нарушение территориальной целостности России, а также дестабилизацию социально-экономической и политической обстановки в стране.

## В культуре
Йельский университет упоминается в романе Ф. Скотта Фицджеральда «Великий Гэтсби» (англ. The Great Gatsby). Рассказчик, Ник Каррауэй, написал серию передовых статей для Yale News, а Том Бьюкенен был «одним из самых влиятельных игроков, которые когда-либо играли в футбол» для Йельского университета. Также университет фигурирует в книге Ли Бардуго «Девятый Дом» (англ. Ninth House).